# 管弦楽のためのラプソディ
管弦楽のためのラプソディ（かんげんがくのためのラプソディ）は、外山雄三によって作曲された管弦楽曲である。

## 作曲の経緯
外山自身も指揮をしているNHK交響楽団が1960年に行った海外演奏旅行にあたり、作曲された。完成は同年7月で、同月に岩城宏之指揮のNHK交響楽団により東京都体育館にて初演された。日本の民謡が素材となっており、和太鼓、チャンチキ、ボンゴといった打楽器も多用されている。
演奏時間は約7分。完成当初は22分ほどの長さであったが、N響との練習の際に岩城によって大幅にカットされ、現在演奏される形になった。作曲者の外山としては不本意なはずであったが、岩城によるとだいぶ後になって外山から「今となってみるとあのカットのおかげで、この曲はある意味では大ヒット作品になった。」と言われ、大変恐縮したとのことである。2001年に改訂された。

## 楽器編成
フルート3（ピッコロ2持ち替え）、オーボエ2、クラリネット2、ファゴット2、ホルン4、トランペット3、トロンボーン3、チューバ、ティンパニ、拍子木、鐘、うちわ太鼓、締太鼓、ウッドブロック、大太鼓、ボンゴ、チャンチキ、鈴、長太鼓、ハープ、弦五部

## 楽曲構成
「急-緩-急」の三部形式で、前奏 - A（Allegro vivo） - B（Adagio） - C（Allegro energico） - コーダの構造を取る。拍子木を主体とする前奏の後、『あんたがたどこさ』（Allegro vivo）をきっかけとして、同曲を主旋律にしながらも対旋律に『ソーラン節』が奏でられる。さらに『炭坑節』、『串本節』といった民謡の旋律が次々と現れて盛り上がると一旦静まり、鈴の音に続いてフルートによる『信濃追分』の静かなメロディーが奏でられる（Adagio）。鈴の弱奏の後、静寂を拍子木が打ち破って『八木節』の旋律が導かれ（Allegro energico）、再び盛り上がりをみせる。ハープのグリッサンドによってクライマックスを迎え、速いリズムによる総奏で終盤を迎えて曲を終える。

## 備考
藤田玄播による吹奏楽編曲版も存在する（音楽之友社から出版された）。